# Burgundia-Franche-Comté
Burgundia-Franche-Comté (fr. Bourgogne-Franche-Comté, wymowaⓘ) – region administracyjny Francji. Stolicą administracyjną jest Dijon, siedziba rady regionalnej mieści się w Besançon.
Region został powołany z dniem 1 stycznia 2016 w ramach reformy administracyjnej z połączenia regionów: Burgundia i Franche-Comté.

## Podział administracyjny

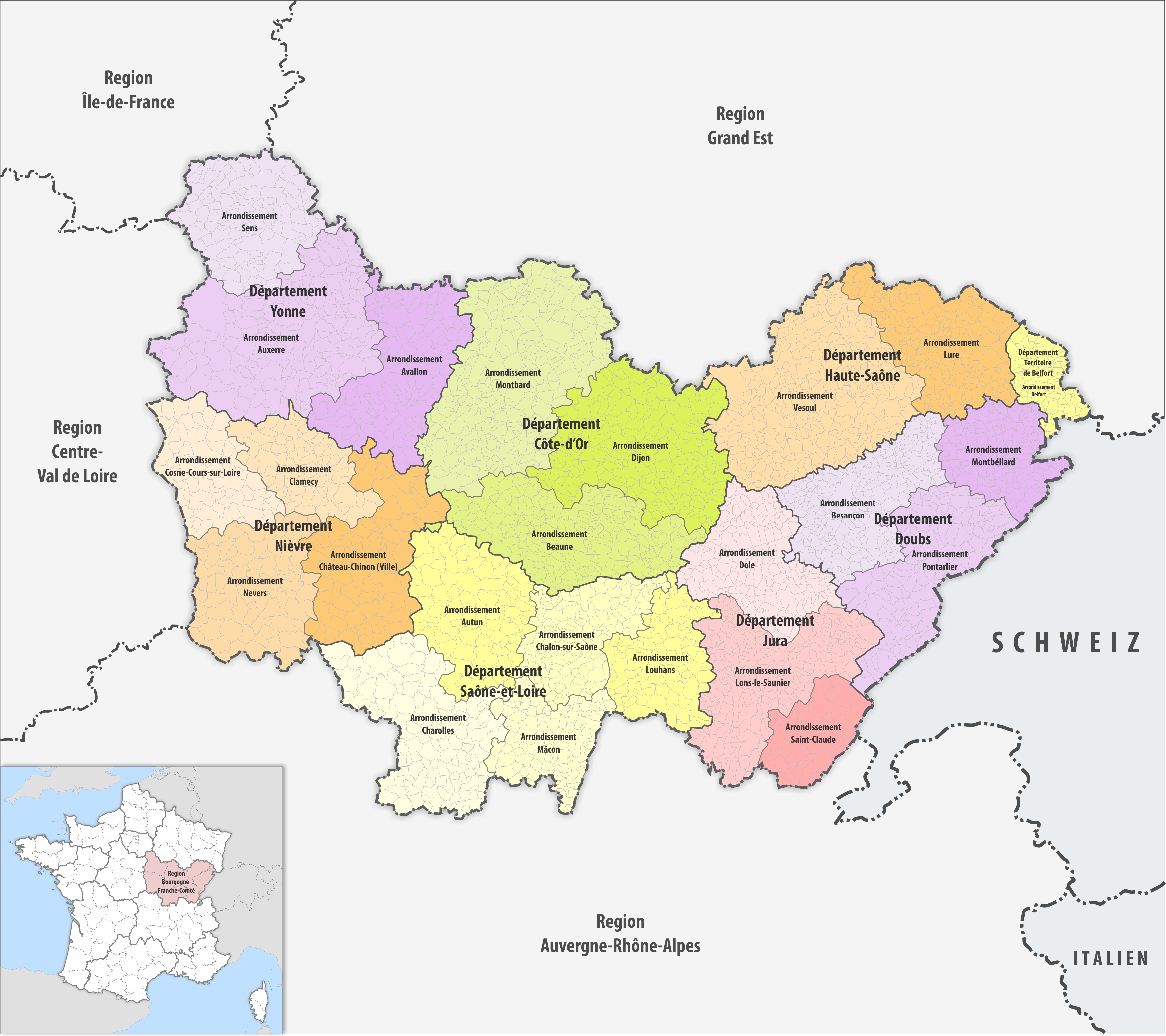
Podział regionu na departamenty i okręgi (arrondissement)

W skład regionu wchodzi 8 departamentów:
- Côte-d’Or
- Doubs
- Górna Saona (Haute-Saône)
- Jura
- Nièvre
- Saona i Loara (Saône-et-Loire)
- Territoire de Belfort
- Yonne

## Miejscowości
Największe miejscowości regionu (w nawiasach liczba ludności w 2020 roku):

- Dijon (159 106)
- Besançon (118 258)
- Belfort (45 458)
- Chalon-sur-Saône (45 094)
- Mâcon (34 414)
- Auxerre (34 151)
- Nevers (32 284)
- Sens (26 854)
- Montbéliard (25 726)
- Dole (23 611)
- Le Creusot (21 057)
- Beaune (20 122)
- Pontarlier (17 738)
- Montceau-les-Mines (17 239)
- Lons-le-Saunier (17 092)
- Vesoul (14 866)
- Chenôve (14 323)
- Audincourt (13 542)
- Autun (13 205)
- Talant (11 788)
- Chevigny-Saint-Sauveur (11 055)
- Valentigney (10 897)
- Héricourt (10 592)
- Cosne-Cours-sur-Loire (9415)
- Joigny (9381)
- Paray-le-Monial (9218)
- Varennes-Vauzelles (9195)
- Quetigny (8936)
- Saint-Claude (8895)
- Fontaine-lès-Dijon (8756)
- Longvic (8631)
- Saint-Vallier (8541)
- Champagnole (8040)
- Lure (7960)
- Charnay-lès-Mâcon (7925)
- Auxonne (7621)
- Digoin (7616)
- Saint-Apollinaire (7518)